# Juan Laureano de Pina
Juan Laureano de Pina fue un orfebre español nacido en Jerez de la Frontera (Cádiz) en 1642 y fallecido en 1723 en Sevilla. Fue uno de los plateros españoles más importantes del siglo XVIII. 

## Obras

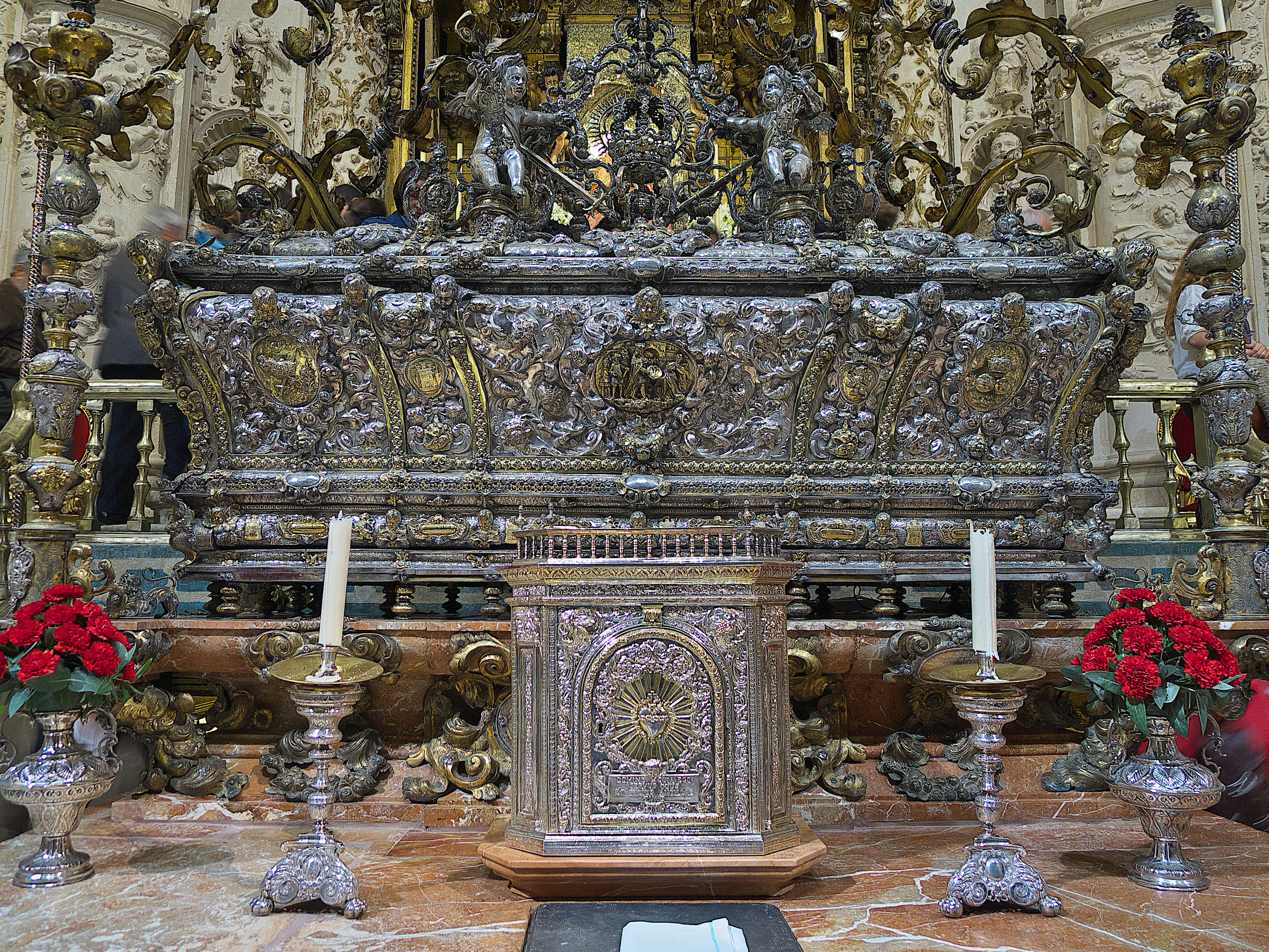
Capilla Real de la Catedral de Sevilla

Una de sus primeras obras conocidas es la custodia de la iglesia de San Miguel de Jerez de la Frontera en su ciudad natal, realizada en 1674.
A partir de 1676 trabaja en Sevilla. Entre las obras realizadas en esta ciudad destacan los bustos de San Laureano y San Pío, la urna del Rey San Fernando realizada en dos periodos, (1690 -1701) y (1717-1719) en plata y bronce, todo ello en la catedral de Sevilla. También la custodia de la Hermandad Sacramental de la Iglesia de Santa María Magdalena (Sevilla) (1692) y el sagrario de la iglesia de San Miguel en Morón de la Frontera (Sevilla) realizado en 1686. 
En 1695 donó un sagrario a la iglesia del Santo Sepulcro de Jerusalén que aún se conserva. Sus principales discípulos fueron José Caballero y Manuel Guerrero, que lo sucedió en el puesto de orfebre de la Catedral de Sevilla.